# San Martino al Tagliamento
San Martino al Tagliamento (San Martin dal Tiliment in friulano) è un comune italiano di 1 490 abitanti del Friuli-Venezia Giulia.

## Geografia fisica
Centro agricolo della pianura friulana alla destra del fiume Tagliamento. L'abitato sorge tra la rogge Rupa e dei Molini e si è praticamente saldato con i vicini centri di Arzenutto e Postoncicco.

## Storia
Nel 1363 Arzenutto fu devastato dalle milizie del duca Rodolfo IV d'Asburgo. Dal 1415 San Martino fece parte del feudo di Valvasone e dal 1928 al 1946 il comune fu aggregato a Valvasone.

## Monumenti e luoghi d'interesse
La parrocchiale ha un campanile romanico sormontato da un cuspide e conserva dipinti del '500 di Pomponio Amalteo. All'esterno, un San Cristoforo di grandi dimensioni è attribuito al Pordenone. Di particolare pregio sono le vetrate nella chiesa parrocchiale, opera dello scultore pordenonese Pierino Sam (1921-2010), autore di monumenti in bronzo, numerose meridiane ad affresco, e opere sacre. Ad Arzenutto la chiesa dei Santi Filippo e Giacomo ha una Madonna lignea del XV secolo, pitture di Giampietro da San Vito (sec. XVI) e un trittico ligneo di Domenico da Tolmezzo (sec. XVI).

## Società

### Evoluzione demografica
Abitanti censiti

### Lingue e dialetti
A San Martino al Tagliamento, accanto alla lingua italiana, la popolazione utilizza la lingua friulana. Ai sensi della Deliberazione n. 2680 del 3 agosto 2001 della Giunta della Regione autonoma Friuli-Venezia Giulia, il Comune è inserito nell'ambito territoriale di tutela della lingua friulana ai fini della applicazione della legge 482/99, della legge regionale 15/96 e della legge regionale 29/2007.
La lingua friulana che si parla a San Martino al Tagliamento rientra fra le varianti appartenenti al friulano occidentale.